# Promeces masai
Promeces masai är en skalbaggsart som beskrevs av Juhel och Bentanachs 2009. Promeces masai ingår i släktet Promeces och familjen långhorningar.
Artens utbredningsområde är Kenya. Inga underarter finns listade i Catalogue of Life.